# Scleria bulbifera
Scleria bulbifera là loài thực vật có hoa trong họ Cói. Loài này được Hochst. ex A.Rich. miêu tả khoa học đầu tiên năm 1850.